# مردم وند
وند (انگلیسی باستان: Winedas; زبان نورس باستان: Vindr; آلمانی: Wenden, Winden; دانمارکی: vendere; سوئدی: vender; (به لهستانی: Wendowie)) نامی تاریخی است که برای اشاره به مردم اسلاوی که در نزدیکی سرزمین‌های آلمانی‌ها زندگی می‌کردند به کار می‌رود.
در قرون وسطی واژه وند به اسلاوهای غربی و اسلونی‌ها که در امپراتوری مقدس روم زندگی می‌کردند گفته می‌شد.